# Idiocnemis huonensis
Idiocnemis huonensis – gatunek ważki z rodziny pióronogowatych (Platycnemididae).